# HD182381
HD182381 — хімічно пекулярна зоря спектрального класу A0, що має видиму зоряну величину в смузі V приблизно  7,6.
Вона  розташована на відстані близько 1186,0 світлових років від Сонця.

## Пекулярний хімічний склад
Зоряна атмосфера HD182381 має підвищений вміст 
Si
.